# Laurent Waelkens
Laurent Waelkens (Ardooie, 14 september 1953 - Leuven, 6 juni 2020) was een Belgisch hoogleraar aan de Katholieke Universiteit Leuven, onderzoekseenheid Romeins recht en rechtsgeschiedenis.

## Loopbaan
Laurent Waelkens liep middelbaar in het Sint-Lodewijkscollege te Brugge. Hij studeerde rechten in Kortrijk en Leuven en vervolgens aan de Universiteit Leiden, waar hij in 1984 promoveerde met een proefschrift over middeleeuws Romeins recht.
Waelkens was vervolgens 27 jaar actief in de mode en kledingindustrie in het familiaal textielbedrijf te Ardooie.
De liefde voor het Romeins recht bij Waelkens kwam door hoogleraar Fernand Van Neste, die hem wekelijks onderrichtte in het Romeins recht aan de Universitaire Faculteiten Sint-Ignatius Antwerpen. Van 1988 tot 2004 was Waelkens zelf hoogleraar Romeins recht aan de Universiteit Antwerpen. Sinds 2004 was hij dit voltijds aan de KU Leuven. Hij gaf zowel les in Leuven als aan de Kulak in Kortrijk. Hij doceerde Romeins recht aan de studenten van de eerste bachelor rechten. In het tweede jaar onderrichtte hij het keuzevak Pandecten (Pandectae), een uitbreiding op het Romeins recht.
Alsook was hij ondervoorzitter van de nationale benoemingscommissie voor notarissen en rechter in de rechtbank van koophandel in Kortrijk.
Hij gebruikte zijn eigen geschreven handboek Civium Causa, waarvan de eerste editie uit 2003 dateert. Waelkens was ook redactielid van het Tijdschrift voor Rechtsgeleerdheid in Leiden en lid van zowel het wetenschappelijk comité van de Revue historique de droit français et étranger (Parijs) als van de Rivista internazionale di diritto comune (Rome).
Zijn meer recent onderzoek betrof onder meer het recht van de kredietverlening en het boekhoudrecht, met aandacht voor het recht van lening in het Romeinse recht (vooral vanaf het Vroege Keizerrijk). Actualisatie en herinterpretatie van de huidige Romeinsrechtelijke literatuur drong zich op gezien deze als sterk negentiende-eeuws gekleurd wordt beschouwd. Ook onderzoek naar constructies voor alternatieve kredietverlening om het woekerverbod te omzeilen (zoals de societas en het faenus nauticum) werden bestudeerd.
In 2018 ging hij op emeritaat. Ter ere van zijn emeritaat werd het boek 'Ius commune graeco-romanum': Essays in Honour of Prof. Dr. Laurent Waelkens uitgegeven.
- Bibliothèque nationale de France: cb119838086 (data)
- Digitale Bibliotheek voor de Nederlandse Letteren: wael027
- Gemeinsame Normdatei: 1038459818
- International Standard Name Identifier: 0000 0003 8562 9256
- Library of Congress Control Number: n85002220
- Nationale Bibliotheek van Israël: 987007344117305171
- Nederlandse Thesaurus van Auteursnamen: 070007454
- Réseau des bibliothèques de Suisse occidentale: 02-A003952637
- Système universitaire de documentation: 027894282
- Virtual International Authority File: 235833076
- WorldCat: E39PBJfx86PKgDbgDgW9MyXKh3